# Muž beze jména
Muž beze jména je ústřední postavou spaghetti westernů Pro hrst dolarů (1964), Pro pár dolarů navíc (1965) a Hodný, zlý a ošklivý (1966) režiséra Sergia Leoneho, známé také jako „dolarová trilogie". Je typickým příkladem antihrdiny. Postavu ztvárnil tehdy málo známý herec Clint Eastwood, v českém znění lze slyšet hlas Ladislava Županiče. Ve filmech je postava nazývána ostatními jako „Joe", „Manco" nebo „Blonďák", ve filmu Hodný, zlý a ošklivý figuruje jako „Hodný". Není zcela zřejmé, zda ve všech 3 filmech reprezentuje stejnou postavu, nebo zda se jedná o 3 různé osobnosti.

## Vznik
Poprvé se objevil ve filmu Pro pár dolarů navíc, který je kvůli své podobnosti nazýván neoficiální předělávkou filmu Jódžinbó Akiry Kurosawy. Film se dokonce stal předmětem soudního sporu. Hlavní postava v Jódžinbovi – tajemný rónin (Toširó Mifune), který přijede do cizího města – je nápadně podobný Eastwoodovu Muži beze jména.

## Život
O jeho historii a životě se neví téměř nic, snad jen to, že pochází z Illinois (Hodný, zlý a ošklivý, při konverzaci s kapitánem Unie) a podle svých slov „nezná domov" (Pro hrst dolarů). V současnosti se živí jako lovec zločinců.

## Povaha
Představuje záhadného cizince s tajemnou minulostí, drsného, málomluvného, odtažitého a soběstačného. Je velmi rychlý střelec. Morálně je nejednoznačný – neváhá zabíjet pro peníze, ale chová určité sympatie k lidem v nouzi, nejedná se o bezcitného vraha (patrné zejména v porovnání s postavou „Zlého"; projevuje znepokojení nad krutostí války).

## Vzhled
Je vysoký, štíhlý, světlovlasý, se strništěm na tváři. Často ho lze vidět s doutníkem v puse. Charakteristické je pro něj hnědé pončo, vesta z ovčí kůže, světle modrá košile, hnědý klobouk, kovbojské boty s ostruhami a pouzdro se zbraní kolem pasu.
Během filmu Hodný, zlý a ošklivý získává toto oblečení postupně. Na začátku ho lze vidět v tmavě modré košili, šále a dlouhém světlém kabátě a klobouku, později také v šedé uniformě Konfederace.

## Inspirace v jiných dílech
Muž beze jména byl inspirací pro řadu postav v dílech tvůrců z celého světa:
- postava Džótara Kúdža v manze Džodžo no kimjó na bóken. Autor mangy Hirohiko Araki se s Clintem Eastwoodem setkal i osobně a předal mu kresbu jím inspirované postavy, Eastwood se na oplátku nechal vyfotit v jedné z póz, které jsou pro tuto mangu charakteristické.[7]
- Boba Fett ze série Star Wars.[8]
- Roland Deschain z knižní série Stephena Kinga Temná věž.[9]
- Duch Západu z animovaného filmu Rango.[10]